# Tommy Remengesau
Thomas Esang „Tommy“ Remengesau Jr. (* 28. února 1956) je palauský politik a od roku 2001 do roku 2009 a od roku 2013 prezident Palau.

## Životopis
Jeho otec byl Thomas Remengesau Sr., bývalý prezident Palau, a pochází z osmi dětí. Navštěvoval Grand Valley State University v Michiganu v USA, kde v roce 1979 promoval.
V roce 1984 byl ve věku 28 let zvolen senátorem v Národním kongresu Palau, a stal se nejmladším senátorem, jaký kdy byl v Palau. V roce 1992 byl zvolen viceprezidentem státu a do funkce nastoupil 1. ledna 1993. V této době se stal i ministrem financí a v této funkci zajistil finanční stabilitu státu. V roce 1998 se Palau stalo členem Mezinárodního měnového fondu a Světové banky. V roce 2000 byl zvolen prezidentem Palau a do funkce byl uveden 1. ledna 2001. Dne 15. ledna 2009 ho vystřídal ve funkci prezidenta Johnson Toribionga úspěšně kandidoval v senátních volbách. Dne 6. listopadu 2012 porazil Johnsona Toribionga v prezidentských volbách, kdy dostal přibližně 58 % hlasů a do funkce prezidenta znovu přísahal 17. ledna 2013. V roce 2014 získal od OSN cenu Champions of Earth Award.

## Vyznamenání
- velkostuha Řádu jasného nefritu, Tchaj-wan, 2007[1]